# Joe Cornish
Joseph Murray Cornish (nascut el 20 de desembre de 1968) és un còmic i cineasta anglès. Amb el seu company de comèdia de llarga data, Adam Buxton, forma el duo de comèdia Adam and Joe. El 2011, Cornish va llançar el seu debut com a director Les aventures de Tintín: El secret de l'Unicorn amb Steven Moffat i Edgar Wright, i Ant-Man, amb Wright, Adam McKay, i Paul Rudd.

## Primers anys
Cornish es va educar a la Westminster School independent al centre de Londres, on es va fer amic tant d'Adam Buxton com de Louis Theroux. Als 18 anys, va començar a estudiar a la Bournemouth Film School.

## Carrera

### The Adam and Joe Show
The Adam and Joe Show va ser un espectacle irònic de sketch de cultura pop escrit, presentat i dirigit pel duet. El programa va tenir un èxit de culte durant les seves quatre temporades entre 1996 i 2001. Els segments més coneguts van incloure llargmetratges d'èxit recreats amb joguines de peluix, programes de televisió britànics parodiats amb Star Wars figures d'acció, i Vinyl Justice, en què la parella va envair les cases de les estrelles del rock i buscava les seves col·leccions de discos a la recerca de discos vergonyosos.
Des del final de The Adam and Joe Show, Cornish ha continuat treballant a la televisió i ràdio britàniques com a presentador, escriptor i director, tant amb Buxton com sense. Va escriure i va presentar el programa de cinema de la BBC Radio 4 Back Row entre 2002 i 2003.
El 2001, va liderar el programa de discussió d'actualitat This Week Only, al costat de Nick Frost i Lauren Laverne.
El 2007, ell i Buxton van començar a presentar Adam and Joe, un programa de ràdio a BBC Radio 6 Music. Això es va suspendre durant el 2010 mentre Cornish va dirigir Attack the Block; una nova sèrie va començar el dissabte 2 d'abril de 2011.

### Cine i televisió
Cornish ha fet una sèrie de documentals i vídeo diaris entre bastidors. Inclouen el còrnic després de la realització de la sèrie 2 de Little Britain, que es va projectar a BBC Three i s'inclou al DVD de la sèrie 2 de Little Britain; un vídeo diari del seu breu cameo com a zombi, que apareix al DVD del Regne Unit Shaun of the Dead; i Hot Fuzz: The Fuzzball Rally, on va seguir els seus amics i col·laboradors, Edgar Wright, Nick Frost i Simon Pegg a la gira de premsa estatunidenca per a la seva pel·lícula Arma matal. Hi ha hagut dos talls del Fuzzball Rally: es va incloure una versió de 28 minuts al HD DVD Hot Fuzz (Regne Unit/EUA) i una versió de 71 minuts a tots dos. el DVD de 3-Disc Collectors Edition (EUA) i el Blu-ray Disc (EUA/Regne Unit) de Fuzz. El documental va provocar que la certificació d'aquest últim canviés d'un certificat 15 a un certificat 18, a causa del llenguatge molt explícit que conté el documental.
Va fer una breu aparició a Arma fatal com un oficial d'escenes del crim amb vestit blanc i emmascarat anomenat "Bob". El 2017, va fer un cameo a Star Wars: Els últims Jedi al costat de Wright, on tots dos van interpretar a combatents de la Resistència.
El 2006, va ser anunciat com a coguionista d'una adaptació al llargmetratge del personatge de còmics de Marvel Comics Ant-Man, amb el director de Shaun of the Dead Edgar Wright. Tant Wright com Cornish van rebre la història i el crèdit del guió a la pel·lícula acabada, després de la sortida de Wright del projecte el 2014. Wright i Cornish també van reescriure el guió de Steven Moffat per a Les aventures de Tintín: El secret de l'Unicorn coprotagonitzada per Simon Pegg, per Steven Spielberg i Peter Jackson. Al novembre de 2013, es va indicar que Cornish era l'elecció principal de J. J. Abrams com a director de la propera Star Trek Beyond. Tanmateix, Roberto Orci va ser finalment escollit per dirigir-la, abans de deixar el projecte a finals de 2014.
El desembre de 2020, es va anunciar que la popular sèrie de thriller de grau mitjà Lockwood & Co. aniria a Netflix, adaptada per Cornish.
Cornish ha continuat el seu treball en comèdia televisiva, dirigint parts del pilot de Modern Toss, i el pilot de Blunder de Channel 4. Segons una entrevista a Word Magazine, va deixar de dirigir la sèrie Blunder a causa de diferències creatives amb Channel 4 i la productora. A principis de 2007, va dirigir el vídeo del senzill de Charlotte Hatherley "I Want You to Know".

#### Attack the Block
El 13 de maig de 2011, Optimum Releasing va llançar Attack the Block, el debut com a director de Cornish, que va ser produït pel seu amic i col·laborador, Edgar Wright, i produït. per Film4, Big Talk Pictures, el UK Film Council i l'empresa matriu francesa d'Optimum StudioCanal (que més tard canviaria la marca Optimum amb el seu nom quatre mesos després de l'estrena britànica de la pel·lícula). És una pel·lícula de ciència-ficció acció i comèdia de terror ambientada al sud de Londres que enfronta una banda de joves contra una invasió alienígena. La pel·lícula inicialment no tenia distribuïdor nord-americà, però després de la reacció de la premsa i dels assistents a l'estrena de SXSW, Screen Gems va comprar els drets dels EUA per a l'estrena en cinemes el 29 de juliol de 2011.

#### The Kid Who Would Be King
La segona pel·lícula de Cornish va ser l'aventura fantàstica The Kid Who Would Be King, protagonitzada per Louis Ashbourne Serkis. El rodatge va tenir lloc a Tintagel. La pel·lícula, també amb Patrick Stewart i Rebecca Ferguson, es va estrenar el 25 de gener de 2019.

### Projectes de futur
El juny de 2012, es va anunciar que Cornish havia signat com a director d'una futura adaptació cinematogràfica de la clàssica novel·la de 1992 de Neal Stephenson Snow Crash per a Paramount Pictures. Al maig de 2020, es va anunciar que Cornish dirigiria i escriuria l'adaptació de la sèrie de televisió Lockwood & Co. per a Netflix. L'abril de 2021, es va anunciar que Cornish dirigiria i escriuria una adaptació de Starlight per a 20th Century Studios. Al maig de 2021, es va anunciar que Cornish escriuria , dirigir i produir la seqüela de Attack the Block.

## Filmografia
Cinema
| Any  | Títol                                           | Director | Guionista | Productor executiu |
| ---- | ----------------------------------------------- | -------- | --------- | ------------------ |
| 2011 | Les aventures de Tintín: El secret de l'Unicorn | No       | Sí        | No                 |
| 2011 | Attack the Block                                | Sí       | Sí        | Sí                 |
| 2015 | Ant-Man                                         | No       | Sí        | No                 |
| 2019 | The Kid Who Would Be King                       | Sí       | Sí        | No                 |

Papers de cameo
| Any  | Títol                      | Paper                           | Notes           |
| ---- | -------------------------- | ------------------------------- | --------------- |
| 1999 | Notting Hill               | Fan rebent l'autògraf de l'Anna | Sense acreditar |
| 2004 | Shaun of the Dead          | Zombie disparat pels soldats    | Sense acreditar |
| 2007 | Hot Fuzz                   | Bob                             |                 |
| 2017 | Star Wars: Els últims Jedi | Tropa de Resistència            | Sense acreditar |

Televisió
| Any  | Títol          | Director | Guionista | Productor executiu |
| ---- | -------------- | -------- | --------- | ------------------ |
| 2023 | Lockwood & Co. | Sí       | Sí        | Sí                 |